# Karlsruher Sport-Club Mühlburg-Phönix 2007-2008
Questa voce raccoglie le informazioni riguardanti il Karlsruher Sport-Club Mühlburg-Phönix nelle competizioni ufficiali della stagione 2007-2008.

## Stagione
Nella stagione 2007-2008 il Karlsruhe, allenato da Edmund Becker, concluse il campionato di Bundesliga al 11º posto. In Coppa di Germania il Karlsruhe fu eliminato al secondo turno dal Wolfsburg. In Coppa di Lega il Karlsruhe fu eliminato al turno preliminare dallo Schalke 04.

## Rosa
| N. |                     | Ruolo | Calciatore              |
| -- | ------------------- | ----- | ----------------------- |
| 14 | Francia (bandiera)  | P     | Jean-François Kornetzky |
| 1  | Germania (bandiera) | P     | Markus Miller           |
| 29 | Germania (bandiera) | P     | Thomas Unger            |
| 22 | Germania (bandiera) | D     | Daniel Brosinski        |
| 19 | Germania (bandiera) | D     | Stefan Buck             |
| 23 | Germania (bandiera) | D     | Florian Dick            |
| 5  | Svizzera (bandiera) | D     | Mario Eggimann          |
| 21 | Germania (bandiera) | D     | Christian Eichner       |
| 3  | Germania (bandiera) | D     | Maik Franz              |
| 77 | Germania (bandiera) | D     | Andreas Görlitz         |
| 24 | Germania (bandiera) | D     | Sebastian Langkamp      |
| 2  | Germania (bandiera) | D     | Christopher Reinhard    |
| 16 | Germania (bandiera) | D     | Martin Stoll            |

| N. |                      | Ruolo | Calciatore           |
| -- | -------------------- | ----- | -------------------- |
| 4  | Ghana (bandiera)     | C     | Godfried Aduobe      |
| 6  | Sudafrica (bandiera) | C     | Bradley Carnell      |
| 28 | Germania (bandiera)  | C     | Sebastian Fischer    |
| 30 | Ungheria (bandiera)  | C     | Tamás Hajnal         |
| 13 | Germania (bandiera)  | C     | Michael Mutzel       |
| 10 | Germania (bandiera)  | C     | Massimilian Porcello |
| 8  | Germania (bandiera)  | C     | Timo Staffeldt       |
| 28 | Germania (bandiera)  | C     | Lars Stindl          |
| 18 | Germania (bandiera)  | A     | Sebastian Freis      |
| 20 | Georgia (bandiera)   | A     | Aleksandr Iashvili   |
| 9  | Albania (bandiera)   | A     | Edmond Kapllani      |
| 17 | Australia (bandiera) | A     | Joshua Kennedy       |
| 7  | Germania (bandiera)  | A     | Christian Timm       |

## Organigramma societario
Area tecnica
- Allenatore: Edmund Becker
- Allenatore in seconda: Ralf Becker
- Preparatore dei portieri: Peter Gadinger
- Preparatori atletici:

## Risultati

### Bundesliga

#### Girone di andata
| Arbitro: | Gagelmann |

|  |           |                 |
|  | Marcatori | 44’, 74’ Hajnal |

| Arbitro: | Drees |

|           |           |                        |
| Franz 37’ | Marcatori | 55’ Hanke 75’ Balitsch |

| Arbitro: | Sippel |

|                                           |           |  |
| Franz 19’ (aut.) Friedrich 27’ Gkekas 35’ | Marcatori |  |

| Arbitro: | Merk |

|            |           |  |
| Hajnal 54’ | Marcatori |  |

| Arbitro: | Kinhöfer |

|               |           |                          |
| Krzynówek 21’ | Marcatori | 63’ Eggimann 79’ Eichner |

| Arbitro: | Gagelmann |

|              |           |                                            |
| Porcello 52’ | Marcatori | 5’ Toni 20’ Klose 49’ Altıntop 75’ Roberto |

| Arbitro: | Seemann |

|  |           |           |
|  | Marcatori | 51’ Franz |

| Arbitro: | Stark |

|                                     |           |           |
| Porcello 25’ Eggimann 64’ Freis 75’ | Marcatori | 41’ Wörns |

| Arbitro: | Fleischer |

|  |           |               |
|  | Marcatori | 68’, 83’ Timm |

| Karlsruhe 21 ottobre 2007, ore 17:00 CEST 10ª giornata | Karlsruhe | 0 – 0 referto | Arminia Bielefeld | Wildparkstadion (27 361 spett.)\| Arbitro: \| Rafati \| |
| Arbitro:                                               | Rafati    |               |                   |                                                         |

| Rostock 27 ottobre 2007, ore 15:30 CEST 11ª giornata | Hansa Rostock | 0 – 0 referto | Karlsruhe | DKB-Arena (14 000 spett.)\| Arbitro: \| Drees \| |
| Arbitro:                                             | Drees         |               |           |                                                  |

| Arbitro: | Brych |

|              |           |  |
| Eggimann 29’ | Marcatori |  |

| Arbitro: | Fleischer |

|                                      |           |  |
| Diego 25’, 45’ Almeida 66’ Naldo 76’ | Marcatori |  |

| Arbitro: | Weiner |

|                      |           |              |
| Hajnal 56’ Freis 66’ | Marcatori | 35’ Pantelić |

| Arbitro: | Seemann |

|                          |           |  |
| Angelov 62’ Rangelov 75’ | Marcatori |  |

| Arbitro: | Kircher |

|                 |           |                      |
| Šesták 18’, 59’ | Marcatori | 24’ Hajnal 56’ Freis |

| Arbitro: | Rafati |

|          |           |          |
| Timm 46’ | Marcatori | 90’ Olić |

#### Girone di ritorno
| Arbitro: | Kinhöfer |

|                         |           |  |
| Eichner 66’ Kennedy 74’ | Marcatori |  |

| Arbitro: | Kircher |

|                            |           |                        |
| Balitsch 44’ Rosenthal 87’ | Marcatori | 61’ Kennedy 64’ Hajnal |

| Arbitro: | Fandel |

|                       |           |                        |
| Freis 60’ Kennedy 78’ | Marcatori | 6’ Rolfes 58’ Kießling |

| Arbitro: | Merk |

|                                |           |            |
| Gómez 5’ Hilbert 25’ Cacau 88’ | Marcatori | 81’ Hajnal |

| Arbitro: | Gräfe |

|                                           |           |             |
| Eggimann 22’ Kennedy 72’ Costa 90’ (aut.) | Marcatori | 27’ Schäfer |

| Arbitro: | Drees |

|                     |           |  |
| Toni 41’ Ribéry 64’ | Marcatori |  |

| Arbitro: | Perl |

|  |           |          |
|  | Marcatori | 25’ Fink |

| Arbitro: | Weiner |

|            |           |           |
| Petrić 25’ | Marcatori | 63’ Freis |

| Karlsruhe 29 marzo 2008, ore 15:30 CET 26ª giornata | Karlsruhe | 0 – 0 referto | Schalke 04 | Wildparkstadion (29 477 spett.)\| Arbitro: \| Sippel \| |
| Arbitro:                                            | Sippel    |               |            |                                                         |

| Arbitro: | Gräfe |

|                |           |  |
| Kampantais 90’ | Marcatori |  |

| Arbitro: | Fleischer |

|           |           |                  |
| Freis 70’ | Marcatori | 30’, 84’ Bartels |

| Arbitro: | Brych |

|  |           |            |
|  | Marcatori | 81’ Hajnal |

| Arbitro: | Seemann |

|                             |           |                               |
| Freis 15’, 59’ Kapllani 66’ | Marcatori | 23’ Diego 29’ Özil 86’ Sanogo |

| Arbitro: | Weiner |

|                                   |           |              |
| Kačar 25’ Pantelić 31’ Skácel 87’ | Marcatori | 53’ Kapllani |

| Arbitro: | Perl |

|          |           |           |
| Buck 65’ | Marcatori | 60’ Rivić |

| Arbitro: | Gagelmann |

|              |           |                                       |
| Eggimann 88’ | Marcatori | 45’ Azaouagh 47’ Dabrowski 50’ Šesták |

| Arbitro: | Brych |

|                                                                              |           |  |
| van der Vaart 23’ (rig.) Guerrero 34’, 43’, 48’ Trochowski 57’ Olić 78’, 89’ | Marcatori |  |

### Coppa di Germania
| Arbitro: | Henschel |

|  |           |                      |
|  | Marcatori | 106’ Freis 120’ Buck |

| Arbitro: | Sippel |

|  |           |             |
|  | Marcatori | 45’ Dejagah |

### Coppa di Lega
| Arbitro: | Seemann |

|              |           |  |
| Altıntop 35’ | Marcatori |  |

## Statistiche

### Statistiche di squadra
| Competizione      | Punti | In casa | In casa | In casa | In casa | In casa | In casa | In trasferta | In trasferta | In trasferta | In trasferta | In trasferta | In trasferta | Totale | Totale | Totale | Totale | Totale | Totale | DR  |
| Competizione      | Punti | G       | V       | N       | P       | Gf      | Gs      | G            | V            | N            | P            | Gf           | Gs           | G      | V      | N      | P      | Gf     | Gs     | DR  |
| ----------------- | ----- | ------- | ------- | ------- | ------- | ------- | ------- | ------------ | ------------ | ------------ | ------------ | ------------ | ------------ | ------ | ------ | ------ | ------ | ------ | ------ | --- |
| Bundesliga        | 43    | 17      | 6       | 6       | 5       | 23      | 22      | 17           | 5            | 4            | 8            | 15           | 31           | 34     | 11     | 10     | 13     | 38     | 53     | -15 |
| Coppa di Germania | -     | 1       | 0       | 0       | 1       | 0       | 1       | 1            | 1            | 0            | 0            | 2            | 0            | 2      | 1      | 0      | 1      | 2      | 1      | +1  |
| Coppa di Lega     | -     | 0       | 0       | 0       | 0       | 0       | 0       | 1            | 0            | 0            | 1            | 0            | 1            | 1      | 0      | 0      | 1      | 0      | 1      | -1  |
| Totale            | -     | 18      | 6       | 6       | 6       | 23      | 23      | 19           | 6            | 4            | 9            | 17           | 32           | 37     | 12     | 10     | 15     | 40     | 55     | -15 |

### Andamento in campionato
| Giornata  | 1 | 2 | 3  | 4  | 5 | 6  | 7 | 8 | 9 | 10 | 11 | 12 | 13 | 14 | 15 | 16 | 17 | 18 | 19 | 20 | 21 | 22 | 23 | 24 | 25 | 26 | 27 | 28 | 29 | 30 | 31 | 32 | 33 | 34 |
| --------- | - | - | -- | -- | - | -- | - | - | - | -- | -- | -- | -- | -- | -- | -- | -- | -- | -- | -- | -- | -- | -- | -- | -- | -- | -- | -- | -- | -- | -- | -- | -- | -- |
| Luogo     | T | C | T  | C  | T | C  | T | C | T | C  | T  | C  | T  | C  | T  | T  | C  | C  | T  | C  | T  | C  | T  | C  | T  | C  | T  | C  | T  | C  | T  | C  | C  | T  |
| Risultato | V | P | P  | V  | V | P  | V | V | V | N  | N  | V  | P  | V  | P  | N  | N  | V  | N  | N  | P  | V  | P  | P  | N  | N  | P  | P  | V  | N  | P  | N  | P  | P  |
| Posizione | 4 | 7 | 14 | 11 | 6 | 10 | 6 | 3 | 2 | 4  | 4  | 4  | 4  | 4  | 5  | 6  | 6  | 6  | 6  | 6  | 6  | 5  | 7  | 9  | 9  | 9  | 9  | 9  | 10 | 10 | 10 | 9  | 10 | 11 |

Legenda:

Luogo: C = Casa; T = Trasferta. Risultato: V = Vittoria; N = Pareggio; P = Sconfitta.

### Statistiche dei giocatori
| Giocatore    | Bundesliga | Bundesliga | Bundesliga  | Bundesliga | Coppa di Germania | Coppa di Germania | Coppa di Germania | Coppa di Germania | Totale   | Totale | Totale      | Totale     |
| Giocatore    | Presenze   | Reti       | Ammonizioni | Espulsioni | Presenze          | Reti              | Ammonizioni       | Espulsioni        | Presenze | Reti   | Ammonizioni | Espulsioni |
| ------------ | ---------- | ---------- | ----------- | ---------- | ----------------- | ----------------- | ----------------- | ----------------- | -------- | ------ | ----------- | ---------- |
| J. Kornetzky | 6          | 0          | 0           | 0          | 1                 | 0                 | 0                 | 0                 | 7        | 0      | 0           | 0          |
| M. Miller    | 28         | 0          | 1           | 0          | 1                 | 0                 | 0                 | 0                 | 29       | 0      | 1           | 0          |
| T. Unger     | -          | -          | -           | -          | -                 | -                 | -                 | -                 | -        | -      | -           | -          |
| D. Brosinski | -          | -          | -           | -          | -                 | -                 | -                 | -                 | -        | -      | -           | -          |
| S. Buck      | 13         | 1          | 3           | 0          | 1                 | 1                 | 0                 | 0                 | 14       | 2      | 3           | 0          |
| F. Dick      | 3          | 0          | 0           | 0          | -                 | -                 | -                 | -                 | 3        | 0      | 0           | 0          |
| M. Eggimann  | 33         | 5          | 6           | 0          | 2                 | 0                 | 1                 | 0                 | 35       | 5      | 7           | 0          |
| C. Eichner   | 33         | 2          | 3           | 0          | 2                 | 0                 | 0                 | 0                 | 35       | 2      | 3           | 0          |
| M. Franz     | 29         | 2          | 9           | 0          | 2                 | 0                 | 1                 | 0                 | 31       | 2      | 10          | 0          |
| A. Görlitz   | 31         | 0          | 3           | 1          | 2                 | 0                 | 0                 | 0                 | 33       | 0      | 3           | 1          |
| S. Langkamp  | -          | -          | -           | -          | -                 | -                 | -                 | -                 | -        | -      | -           | -          |
| C. Reinhard  | -          | -          | -           | -          | -                 | -                 | -                 | -                 | -        | -      | -           | -          |
| M. Stoll     | 8          | 0          | 2           | 0          | -                 | -                 | -                 | -                 | 8        | 0      | 2           | 0          |
| G. Aduobe    | 24         | 0          | 5           | 0          | 2                 | 0                 | 0                 | 0                 | 26       | 0      | 5           | 0          |
| B. Carnell   | 17         | 0          | 2           | 0          | 2                 | 0                 | 1                 | 0                 | 19       | 0      | 3           | 0          |
| S. Fischer   | -          | -          | -           | -          | -                 | -                 | -                 | -                 | -        | -      | -           | -          |
| T. Hajnal    | 32         | 8          | 6           | 0          | 2                 | 0                 | 1                 | 0                 | 34       | 8      | 7           | 0          |
| M. Mutzel    | 29         | 0          | 5           | 0          | 2                 | 0                 | 1                 | 0                 | 31       | 0      | 6           | 0          |
| M. Porcello  | 25         | 2          | 2           | 0          | -                 | -                 | -                 | -                 | 25       | 2      | 2           | 0          |
| T. Staffeldt | 16         | 0          | 1           | 0          | -                 | -                 | -                 | -                 | 16       | 0      | 1           | 0          |
| L. Stindl    | 2          | 0          | 0           | 0          | -                 | -                 | -                 | -                 | 2        | 0      | 0           | 0          |
| S. Freis     | 31         | 8          | 1           | 0          | 2                 | 1                 | 0                 | 0                 | 33       | 9      | 1           | 0          |
| A. Iashvili  | 28         | 0          | 0           | 0          | 2                 | 0                 | 0                 | 0                 | 30       | 0      | 0           | 0          |
| E. Kapllani  | 28         | 2          | 1           | 0          | 2                 | 0                 | 0                 | 0                 | 30       | 2      | 1           | 0          |
| J. Kennedy   | 10         | 4          | 1           | 0          | -                 | -                 | -                 | -                 | 10       | 4      | 1           | 0          |
| C. Timm      | 30         | 3          | 5           | 0          | 2                 | 0                 | 0                 | 0                 | 32       | 3      | 5           | 0          |
| S. Orahovac  | 4          | 0          | 0           | 0          | -                 | -                 | -                 | -                 | 4        | 0      | 0           | 0          |